# Sakdina
Sakdina (Sakdi Na; Thai: ศักดินา, wörtl.: Macht über Land) ist ein in Ziffern ausgedrücktes Maß für gesellschaftlichen Rang, welches in der Feudalgesellschaft Siams (des heutigen Thailand) die Einstufung innerhalb der sozialen Hierarchie für alle Untertanen festlegte. Diese wurde in der Maßeinheit Rai ausgedrückt, die eigentlich ein Flächenmaß ist und 1.600 m² entspricht.
Es hat sich wahrscheinlich aus dem Brauch entwickelt, dass Könige verdienten Untertanen Land einer gewissen Größe bewilligten. Später vergaben die Könige wohl mehrere Dörfer einschließlich Land und Einwohnern an ihre leitenden Berater. Die so verschenkten Kleinbauern hatten die Pflicht, ihren Oberherrn Frondienste zu leisten. Die Praxis, Land an unterschiedliche Kategorien von Untertanen zu verteilen, schrieb König Borommatrailokanat 1454 in seinem „Gesetz der zivilen, militärischen und Provinzhierarchien“ als das Sakdina-System fest. Gegen Ende der Ayutthaya-Periode war es voll ausgereift, so dass ein jeder Siamese, sei er nun ein Sklave, ein Militärbefehlshaber oder der Vizekönig, seine Position auf der Sakdina-Skala kannte. Zu jener Zeit war wohl die Verbindung einer Position zu einer bestimmten Größe Land verloren, dennoch wurden die Sakdina-Einheiten noch immer in Rai angegeben.
Sakdina bedeutet in übertragener Bedeutung auch „Macht über Arbeitskräfte“, die zur Bebauung dieses Landes notwendig waren. So wurde das gesellschaftliche Ansehen und die soziale Position innerhalb der Hierarchie entscheidend von der Anzahl der erwachsenen, arbeitsfähigen Personen bestimmt, die zur Gefolgschaft gehörten.
Ebenfalls aus der Anfangszeit dieses Systems stammt die einzige Ausnahme dieses Systems: der König selbst. Denn theoretisch verfügte der König über das gesamte Reich, so dass die Ziffer des an den König zuzuweisenden Landes unermesslich groß wäre.

## Anwendung
Die Person mit dem höchsten Sakdina war der Uparat („Vizekönig“), nach dem König der zweitmächtigste Mann im Land. Ihm wurde ein Wert von 100.000 Rai zugebilligt. Ein Prinz vom Rang eines Chao-Fa bekam 15.000 bis 50.000 Rai. Weitere Nachkommen des Königs sowie ihre Mütter hatten 6.000 bis 7.000 Rai. Beamten wurde je nach Rang von 400 bis hinauf zu 10.000 Rai zugewiesen. Bei nicht-adeligen Bürgern wurde zwischen Gemeinen (Phrai) mit einem Sakdina von 25 Rai und deren Herren (Nai) mit 400 Rai differenziert. Sklaven (That) hatten 5 Rai. Frauen, die die gleiche Arbeit oder Funktion ausübten wie Männer, hatten auch die gleiche Anzahl Rai. Buddhistische Geistliche waren ebenfalls in das System einbezogen. Je nach Rang innerhalb des Ordens (Sangha) und Kenntnis der buddhistischen Lehre (Dhamma) variierte ihr Sakdina zwischen 200 Rai (Novize mit geringen Kenntnissen) und 2400 Rai (Mönch im Rang eines Phra khru mit großen Kenntnissen).
Damit einher ging auch eine Verpflichtung zu Fronarbeit. Die Phrai mussten sechs Monate des Jahres für ihren Herrn oder aber für ein Amt oder eine Verwaltungseinheit arbeiten. Einige Phrai mussten statt der Arbeitsleistung eine Abgabe in Naturalien liefern. Die Sklaven, die in diesen Status aufgrund von Schuldknechtschaft oder Kriegsgefangenschaft fielen, mussten ihre gesamte Arbeitskraft für ihren Herren leisten.
Wurde eine Person innerhalb der Hierarchie befördert oder wurde ihm ein königlicher (Adels-)Titel verliehen, so wurde sein Sakdina-Anteil ebenfalls entsprechend erhöht. Beging eine Person ein Verbrechen, so wurde eine Strafe verhängt, die proportional zu seinem Sakdina-Status stand. Beispielsweise wurde ein Ehebrecher mit einem Sakdina von 10.000 Rai mit einer Summe von 2.000 Baht in Silber bestraft, bei einem Sakdina von 5.000 Rai betrug die Strafe 1.200 Baht, ein Sklave mit 5 Rai Sakdina musste 160 Baht bezahlen.
Mit dem Übergang zu kapitalistischen Produktionsverhältnissen in der Landwirtschaft schaffte König Chulalongkorn (Rama V.) Anfang des 20. Jahrhunderts das Sakdina-System ab.
Der radikale Intellektuelle Chit Phumisak behauptete in seinem Werk Chomna khong Sakdina thai nai patchuban („Das Antlitz des thailändischen Feudalismus heute“) 1957, dass der Feudalismus des Sakdina-Systems noch lange nach seiner offiziellen Abschaffung, selbst nach dem Ende der absoluten Monarchie 1932 weiterbestünde. Die Politikwissenschaftlerin Prapimphan Chiengkul stellte auch 2017 noch Patron-Klienten-Beziehungen in der thailändischen Gesellschaft fest, die auf das Sakdina-System zurückgehen, vor allem im ländlichen Raum und in der staatlichen Verwaltung.